# Tamal

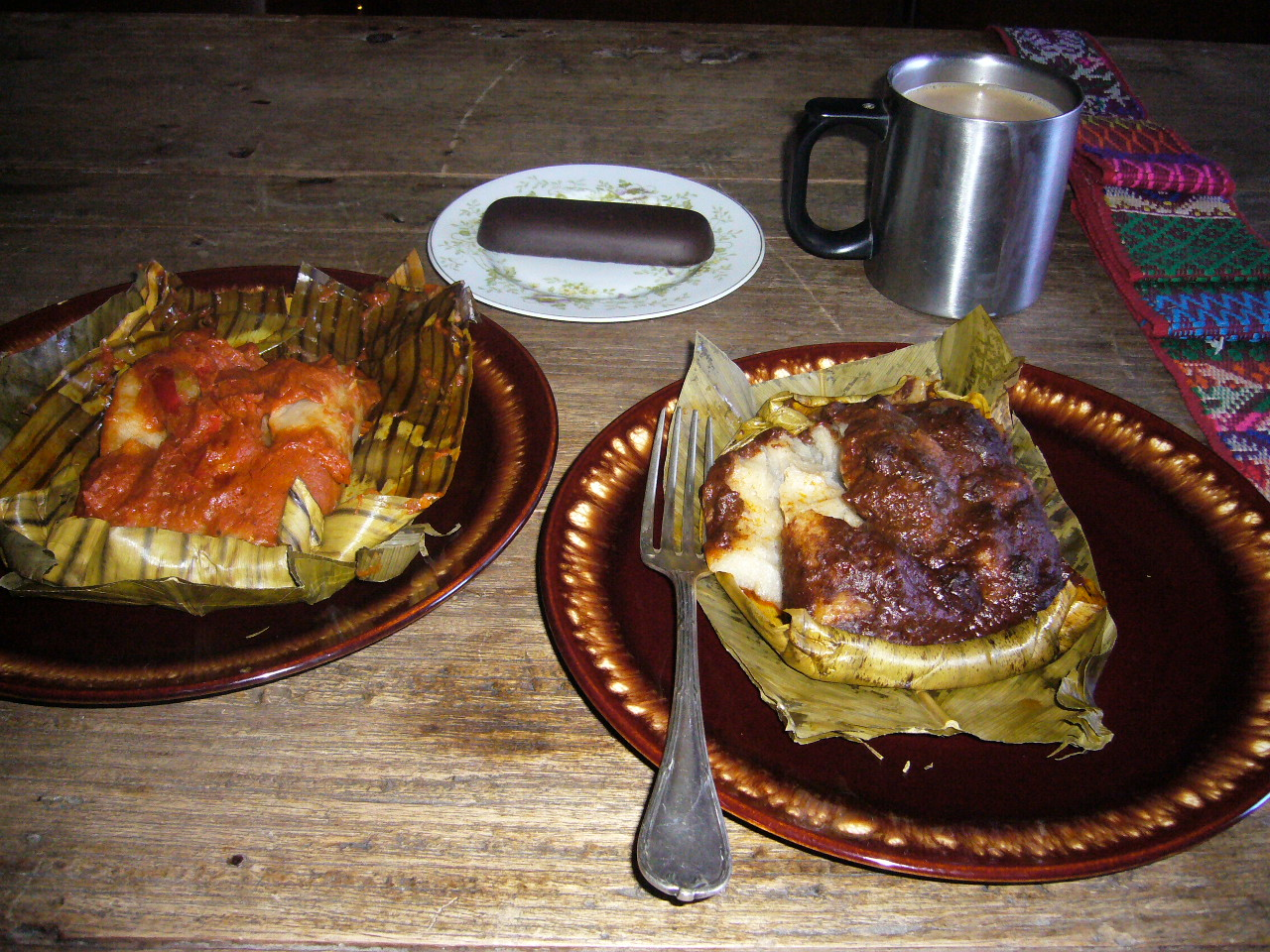
Tamales

O tamal ou tamale é um prato tradicional da culinária Asteca, feito de masa, uma massa normalmente feita à base de milho, que pode ser cozida a vapor, ou então fervida num invólucro, que pode ser feito de folhas de milho, de mandioca, de bananeira, de abacate e até de papel alumínio ou plástico, e que é retirado antes de ser consumido.
Os tamales podem conter carnes, queijos, frutas, legumes, pimentas ou qualquer outra preparação consoante o gosto pretendido (doce ou salgado), e que pode ser sazonal.

## História
Há registo do consumo de tamales pelos Maias, que eram consumidos em eventos festivos no Período Pré-clássico (1200-250 a.C.).
Os tamales têm origem na Mesoamérica entre 8000 e 5000 a.C. As civilizações maia e asteca utilizavam-nos como uma comida portátil, para alimentar os seus exércitos, sendo também utilizado pelos caçadores e viajantes, pelo que o consumo de tamales no Império Inca é muito anterior à vinda do Império Espanhol ao Novo Mundo.

## Etimologia
Apesar de o termo tamal (do náuatle tamalli, que significa "envolto") ser mais conhecido, a designação pode variar de região para região, de país para país e de cultura para cultura. A designação pode também variar conforme o método de preparação, os ingredientes, a forma, o cheiro e o sabor:
- O termo "tamal" é utilizado na Costa Rica, Cuba(hallaca na região oriental), El Salvador, Estados Unidos, Guatemala, Honduras, México e Panamá, e nos Estados Unidos o termo Tamale também é empregado:
- Na Argentina e no Chile, chamam-se tamales.[3] Existe uma preparação similar, a humita,[4] que por vezes é confundida com o tamal (por aqueles que desconhecem as diferenças entre os dois, que passam pelo método de preparação, pelos ingredientes, pelas forma, sabor e cheiro).
- Em Belize, chama-se bollo.
- Na Colômbia, chamam-se tamales ou envueltos (envoltos), na região do Caribe, são conhecidos como pasteles ou bollos.
- No Equador, chamam-se tamales aqueles que estão envoltos em folha de mandioca, e humitas aqueles que estão envolvidos em folha de milho. Na província de Manabi, também se chamam hayaca quando estão envolvidos em folha de mandioca.
- Na Nicarágua, são conhecidos por tamal e nacatamal se levarem carne na composição.

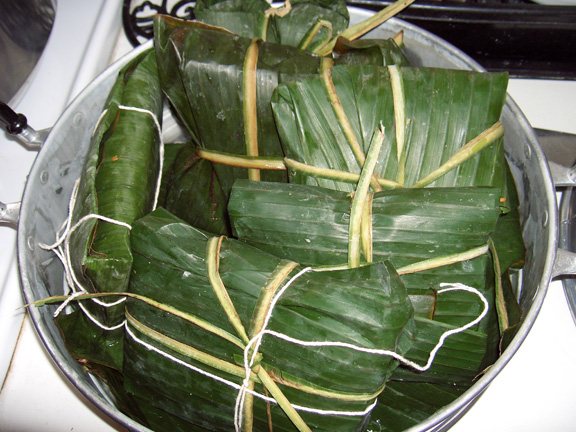
Nacatamales a cozer a vapor

- No Peru, chamam-se tamales; no entanto, existe uma preparação similar conhecida como humitas, que pode ser doce ou salgada (tais como os tamales), mas que não leva enchimento.
- Em Porto Rico, chama-se guanime a um certo tipo de tamal doce, que leva farinha de milho, leite de coco e açúcar, envolto em folha de mandioca.
- Na República Dominicana, chamam-se pasteles en hoje (pasteis em folha), um prato muito similar ao tamal.
- Na Venezuela, é conhecido como hallaca, sendo que neste a hallaca é um prato completo, de preparação muito difícil. É preparada especialmente durante o Natal na Venezuela.
- Nas Honduras, chamam-se tamales ou montucas.
- No México, existem outros nomes para o tamal, ou para certos tipos de tamal, que são: zacahuil, corundas, tzotobilchay, pata de burro, nacatamales, chak chak wah, buulil wa, kehil uah, chanchamitos, uchepos, canarios, juacané, xocotamales.

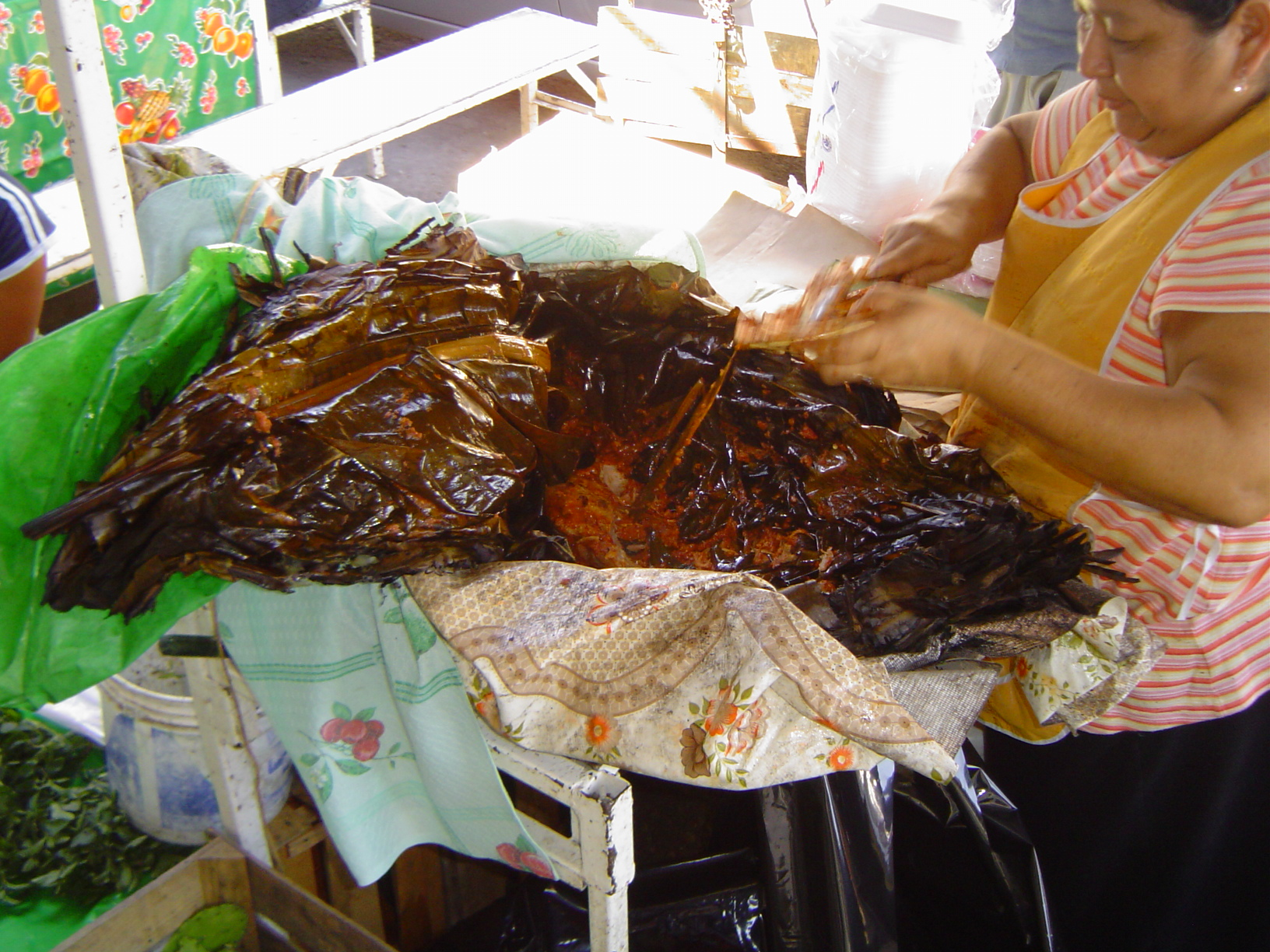
Zacahuil

## No México
Mas nenhum país tem tanta diversidade de tamales como o México. Cada cidade ou região tem as suas variedades e tipos de tamales, pelo que se estima que existam entre 500 e 5 000 variedades em todo o país. Alguns peritos estimam que, todos os anos, se consumam centenas de milhares só no país.

### No México Antigo
Os tamales tinham uma grande importância cultural, além do papel gastronómico, na cultura asteca. Diversos autores fazem referência ao tamal não só como comida das classes "baixas" da sociedade asteca, como também fazendo parte da ementa dos nobres e sacerdotes em cerimónias especiais de jejum. Apesar disso, como nessa época os tamales requeriam uma quantidade  significativa de trabalho, é provável que apenas os nobres e os sacerdotes os comessem com alguma regularidade e as classes comuns apenas em festividades.
Evidências arqueológicas provam que o tamal fazia parte da vida quotidiana de algumas culturas do México, como os Olmecas, Astecas e os Maias, para além de se usar em rituais religiosos, oferendas e túmulos.

### No México actual
Actualmente, os tamales fazem parte da vida quotidiana e da dieta dos mexicanos, e são populares em muitas festas e celebrações. O seu consumo tradicional é nas festas de baptizados, casamentos, pousadas e outros feriados. Em muitos casos é considerado um prato típico do Natal.
Também no México eles são utilizados como ofertas no Dia dos Mortos e na Festa da Purificação da Virgem.
Todos os anos, na Cidade do México celebra-se a Festa Latino-Americana do Tamal, nos primeiros dias de Novembro, coincidindo com a celebração do Dia dos Mortos. Na semana anterior a 2 de Fevereiro, celebra-se a Feira do Tamal, em comemoração da Festa da Purificação da Virgem.

## Variedades de tamal
Os tamales no México podem-se classificar principalmente de quatro maneiras: pela sua sua cobertura, pelo seu tamanho, pelos seus ingredientes e pelo seu recheio.
- Pela sua cobertura: É mais comum envolver os tamales em folha de bananeira ou de mandioca no sul e sudeste to país (por exemplo, nos estados de Oaxaca, Guerrero, Yucatán, Chiapas, Veracruz e Tabasco), enquanto no resto do país, é mais comum envolvê-los em folha de milho. Nas cidades, devido à falta destes produtos, pode-se, também, utilizar papel semifechado de cozinha.
- Pelo seu tamanho: Quase todos os tamales têm o mesmo tamanho, que depende do tamanho da folha de milho. No entanto, as "corundas" são mais pequenas e os "zacahuis" muito maiores.
- Pelos seus ingredientes: Existe uma grande quantidade de variedades de tamales, entre quinhentos e 5 000.[5] A diferença mais clara existe entre os tamales doces e os salgados. No entanto, existe uma grande diferença e variedade nos ingredientes que se usam, por exemplo, as pimentas, as carnes, as verduras, as frutas etc.
- Pelo seu recheio: Alguns tamales têm, apenas, um recheio à base de sal, açúcar, pimenta, e molhos, enquanto outros levam uma variedade muito grande de carnes, frutas, legumes etc., onde a massa cobre o recheio. No entanto, há algumas variações que não têm massa, levando apenas os ingredientes dentro do invólucro, mas que são considerados ainda tamales.

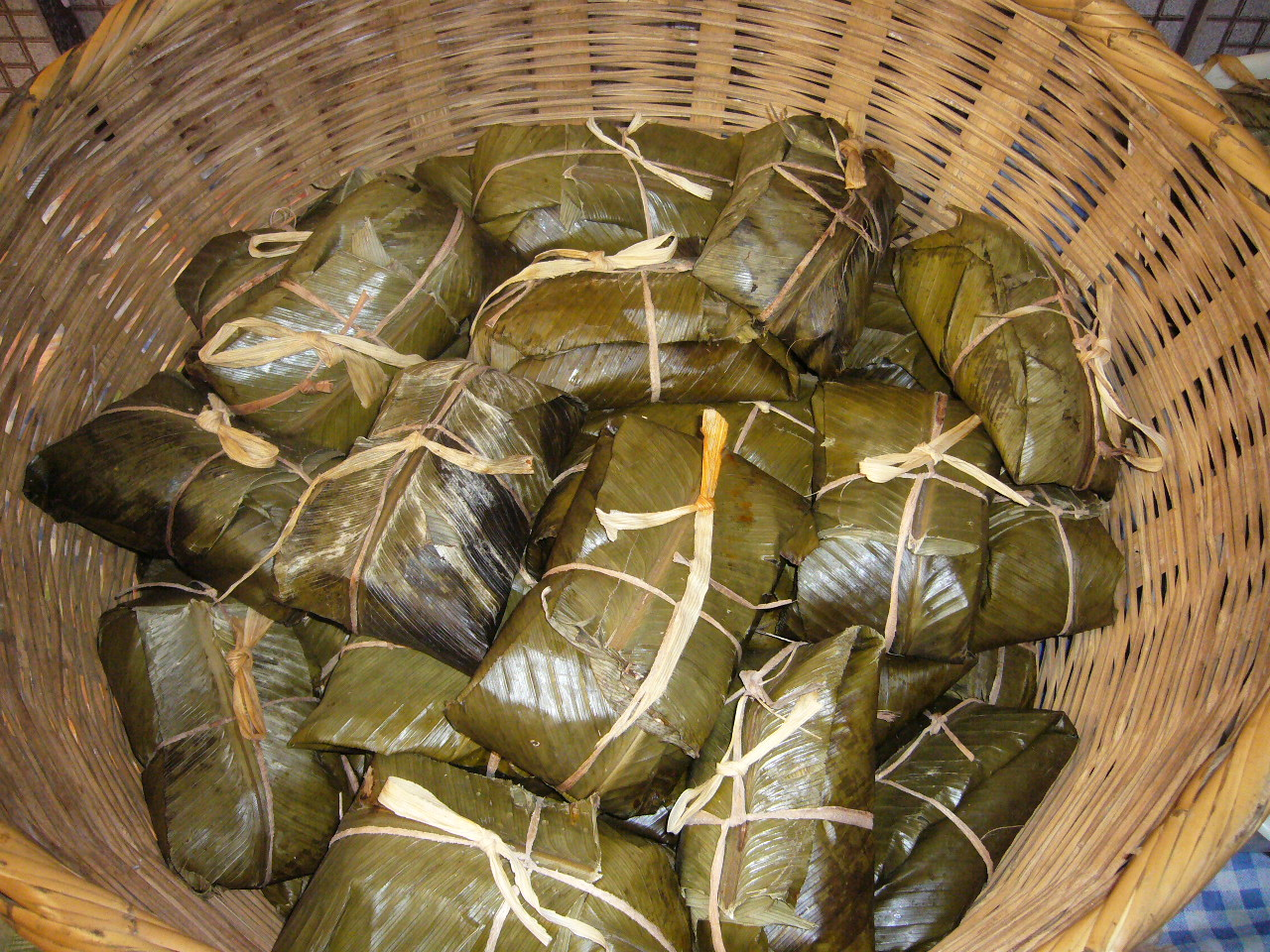
Tamales

## América Central
Em Belize, El Salvador, Guatemala, Costa Rica, Honduras, Nicarágua e Panamá os tamales são usualmente feito de masa de milho, envoltos em folha de bananeira. A Cozinha Guatemala é também muito conhecida em particular devido às centenas de variedades de tamales; alguns populares incluem os tamales de galinha(galinha), tamales dulces(doces) e tamales de elote(sabugo)- na Costa Rica também pode também se referir a um tipo de massa de milho).

## Guatemala
Na Guatemala, uma variedade de tamales é chamada de tamales colorados, que têm um recheio de galinho ou pouco com um molho à base de tomate (em espanhol, colorado é vermelho); que podem também conter azeitonas, pimentão vermelho, ameixas ou passas, alcaparras e amêndoas.

## El Salvador e Costa Rica
Em El Salvador e na Costa Rica, além dos tradicionais tamales de porco e frango, existem outras variedades, sempre à base de milho, com chipili, em que na massa se incorporam folhas de vegetais. Há também os pishques ou mudos (na Costa Rica), elaborados com massa de milho cozida com cinza, em que se pode juntar feijão preto, e às vezes picante. Em ambas as variações, utilizam-se, como invólucro, folhas de mandioca ou de bananeira, e sem recheio.
Adicionalmente, também se consomem tamales de elote, cujo ingrediente principal é grão de milho, moído e misturado com leite ou manteiga, com recheio de feijão frito, queijo, ou porco, e que são envolvidos em folhas de milho.
Por último, em El Salvador, existem também os tamales dulces, cujo recheio é de uvas ou ameixas passas ou doces à base de abacaxi.

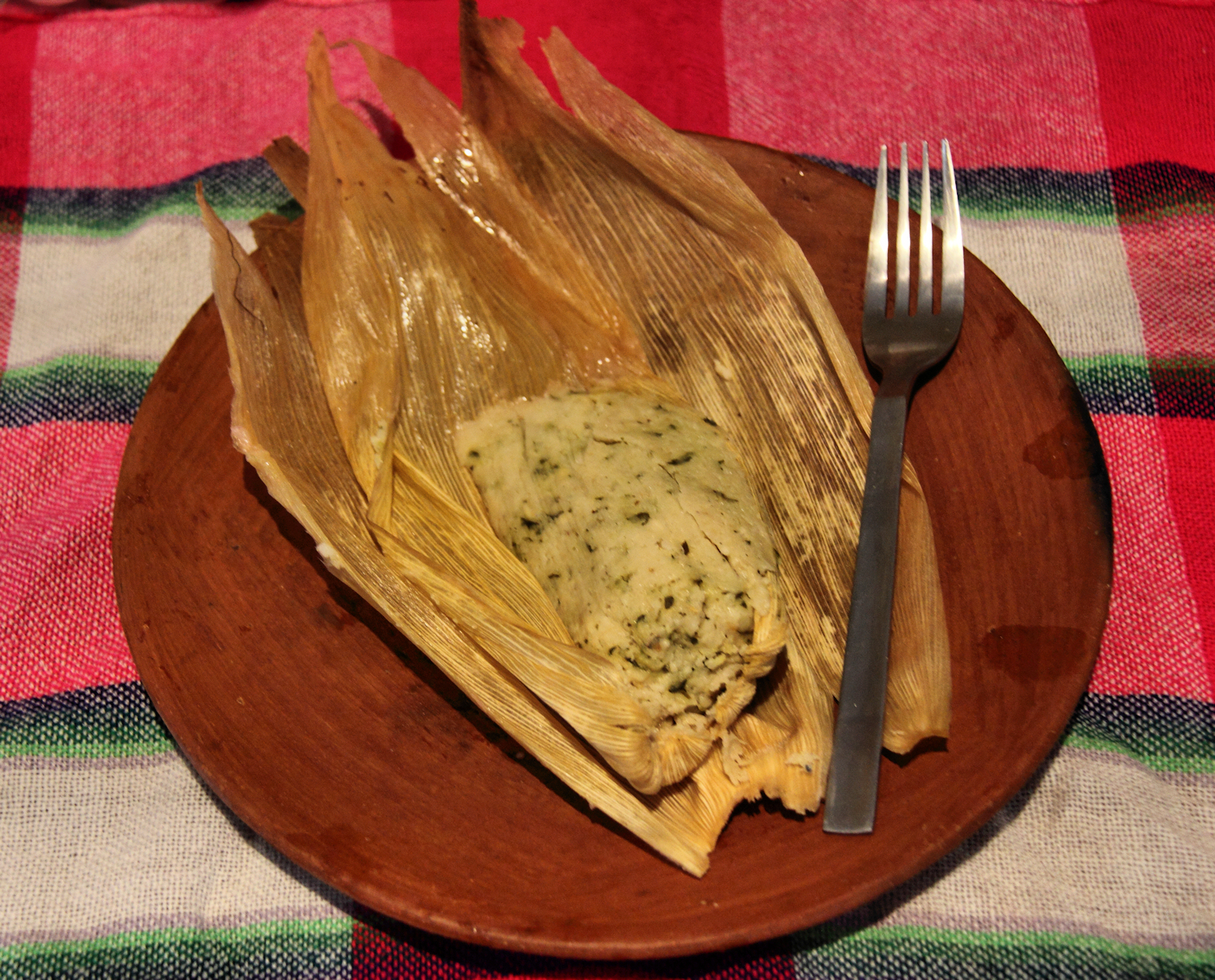
Tamal com chipilín

## Panamá
O tamal no Panamá é feito com milho, ameixas passas, caldo e como recheio leva carne de galinha ou porco e são envoltos em folha de mandioca ou banana, sendo depois cozidos a vapor.
No interior do país são muito populares e fazem sempre parte das festividades que se celebram nas cidades e aldeias do interior do pais. No mês de Dezembro, em particular na época de Natal, eles são muito consumidos nas festividades e nas celebrações de ano novo.

## Porto Rico e República Dominicana
Os tamales de Porto Rico e da República Dominicana normalmente recebem o nome de pasteles en hoje, onde, em vez de milho, se usam outros alimentos. Os alimentos mais populares são bananas verdes, mandioca verde ou madura, abóboras e inhames.
O recheio é feito de carne de frango ou porco, e legumes. Por tradição, o pastel de hoja é envolto em folha de bananeira, assim que terminado, mas pode-se também utilizar papel de cera ou celulose.

## Na América do Sul
Na Colômbia, Equador, e outros países andinos é designado como tamal o prato elaborado com massa de milho cozida que leva como recheio carne de porco ou galinho acompanhado de cebola, guisado, ovo cozido, passas e outros ingredientes que variam de acordo com a região ou cultura familiar.

## Argentina
O tamal argentino  normalmente é feito à base de farinha de milho e abóbora, que é recheado com carne de vaca ou frango, uvas passas, azeitonas e temperos.
Depois é coberto com "chala" ( a folha do milho) seca, ata-se e cozinha-se em panela com água e sal.
Este tamal é normalmente preparado no Noroeste Argentino.

## Brasil
No Brasil existe um prato similar ao tamal, a pamonha. É feita de milho amarelo temperado com sal ou açúcar, geralmente recheada com queijo. Há variações de recheios como linguiça, frango, pequi ou outros ingredientes regionais.

## Colômbia
Na Colômbia, existem diversas variedades de tamal, dependendo da região. Por exemplo, em Cauca existem os maní, os tamales hallaca (já aqui falados), que têm carne de tartaruga. Na costa caribenha, consumem-se hallacas com pastéis de arroz, principalmente na época natalícia, apesar de, por exemplo em Barranquilla, ser possível consegui-los todo o ano.
Os tamales colombianos mais famosos são no entanto os de Tolima, compostos por farinha de milho, arroz e ervilhas, acompanhados de ovo cozido, cenoura, toucinho, e carne de porco e galinha, temperados ligeiramente com sal e pimenta, e que são cozidos envoltos de uma folha de bananeira, e geralmente se servem acompanhados de arepa e pão e chocolate.
O tamal na Colômbia é feito unicamente envolto em folhas de bananeira frescas (verdes) e tem um modo de preparação diferente, já que eles não têm uma forma quadrada, mas sim ligeiramente esférica, até mesmo ovalada, sendo amarrado exclusivamente pelo extremo superior, o que lhe confere uma aparência de bolsa; excepto o tamal santandereano, que é pequeno, cilíndrico e é amarrado de forma igual aos outros países, ou seja, passando a corda pelos quatro cantos e dando um nó no centro.
O tamal é um prato bastante tradicional da Colômbia, que se costuma comer nos fins de semana, e que é parte integral da cultura de todas as regiões da Colômbia.

## Peru
O tamal foi introduzido no Peru aquando da chegada espanhola, que veio com os seus escravos procedentes da Península Ibérica e da costa atlântica do continente africano.
Na culinária do Peru, existem diferentes tipos de tamales segundo a região:
- Da Costa: com carne de galinha, porco ou vaca. Alguns levam ovo cozido, azeitonas e amendoim cozido.
- Nortenhos: com coentro, o que faz com que a sua cor fique verde.
- Da serra, feitos no estilo pachamanca.

Vale ressaltar que o Peru tem muitos tipos de tamales, dependendo da região, das cidades e das comunidades. Para citar alguns:
- Tamales feitos com milho amarelo;
- Tamales feitos com milho branco;
- Tamales feitos com milho, mas com grãos de milho em estado leitoso;
- Tamales feitos com farinha de milho;
- Tamales envoltas nas folhas do milho, ou com folhas de bananeira;
- Tamales doces com açúcar mascavado ou melaço a que chamaram humitas

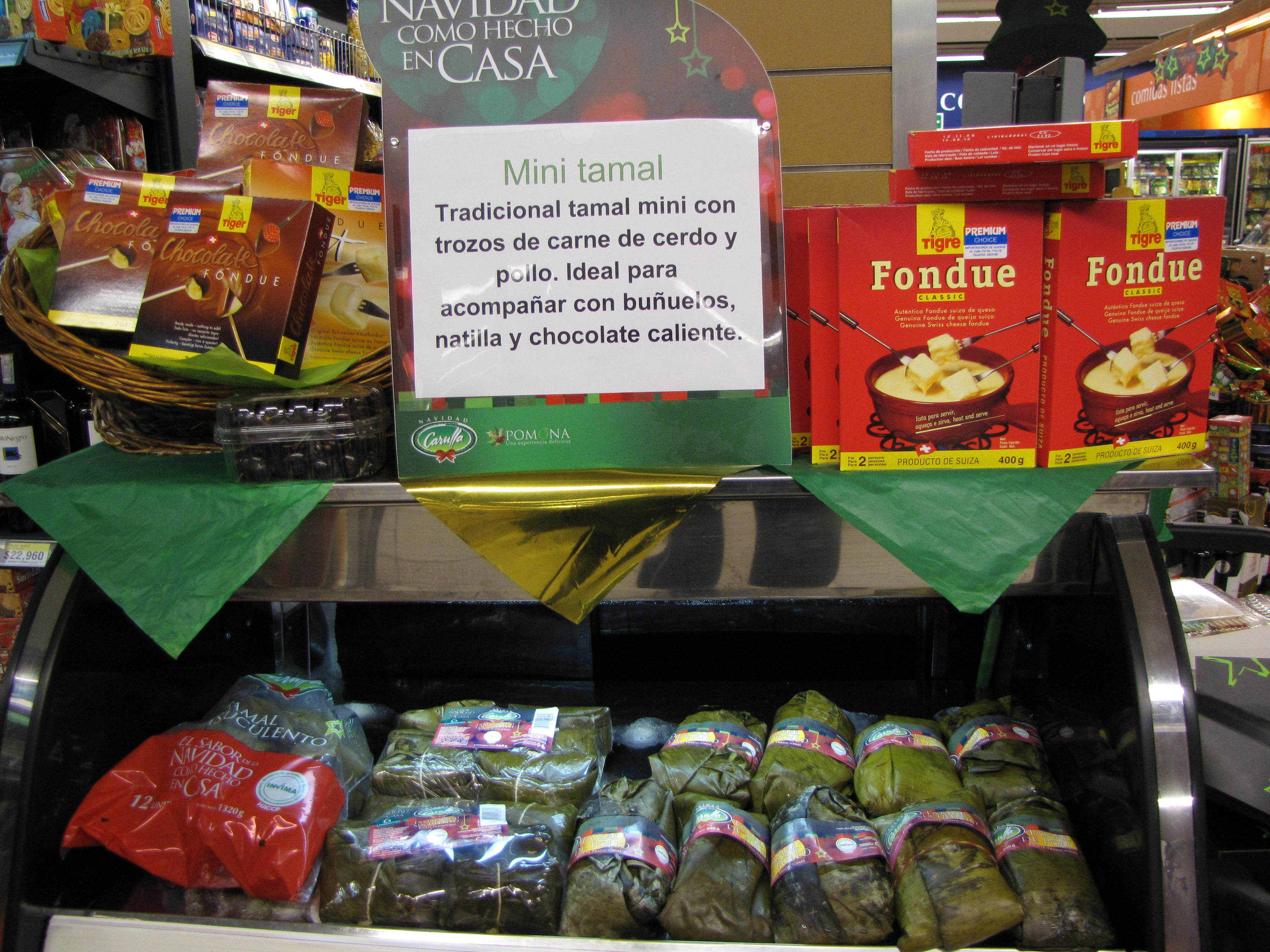
Tamales de Bogotá

## Estados Unidos
Os tamales têm assistido a um aumento da procura e tornaram-se um prato muito comum, em particular na zona sul, devido ao intercâmbio cultural com o México e a comunidade hispânica. No sudoeste, é preparados tipicamente para a época do Natal. A palavra tradicional em inglês é tamale (devido ao resultado de tirar o 's do final do plural para formar o singular). Apesar disso, tem-se disseminado o uso do termo tamal, em particular junto de comunidades hispânicas, que consideram incorrecto dizer tamale.
O tamal tem-se adaptado ao gosto estado-unidense e novas variedades surgiram de forma a satisfazer e a criar recheios diferentes do normal.

## Tamal em lata
Actualmente uma modernização do tamal foi a criação do tamal enlatado, que se pode encontrar frequentemente em supermercados e restantes lojas. O tamal, de carne de vaca, com molho pode ser uma forma fácil de levar "um pouco de casa" para aqueles que estão no estrangeiro. No entanto, o tamal caseiro é para algumas pessoas, incomparavelmente superior a esta geração.